# إن آر جي للطاقة
إن آر جي للطاقة هي شركة طاقة أمريكية يقع مقرها الرئيسي في هيوستن ، تكساس .   كانت في السابق ذراع البيع بالجملة لشركة طاقة الولايات الشمالية (NSP)، والتي أصبحت فيما بعد شركة أكسيل للطاقة ، ولكنها أصبحت مستقلة في عام 2000. تشارك شركة إن آر جي للطاقة في توليد الطاقة وتجارة الكهرباء بالتجزئة.  وتشمل محفظتها توليد الغاز الطبيعي، وتوليد الفحم، وتوليد النفط، والتوليد النووي، وتوليد الرياح، والتوليد على نطاق المرافق، وتوليد الطاقة الشمسية الموزعة.   تخدم الشركة أكثر من 7 ملايين عميل تجزئة في 24 ولاية أمريكية بما في ذلك تكساس، وكونيتيكت، وديلاوير، وإلينوي، وميريلاند، وماساتشوستس، ونيوجيرسي، ونيويورك، وبنسلفانيا، وأوهايو؛ مقاطعة كولومبيا، وثماني مقاطعات في كندا.  
استحوذت شركة إن آر جي للطاقة على إحدى عشرة شركة طاقة أخرى، للتوليد والبيع بالتجزئة، والتي تشمل رليانت للطاقة ،  أكزوم للطاقة،  جرين مونتين للطاقة ،  ستريم للطاقة ،  جينأون للطاقة ، ديسكونت باور ، سيررو للطاقة. .  اعتبارًا من عام 2018، قاموا بتوليد 23000 ميغاواط من الطاقة من 40 محطة لتوليد الطاقة في جميع أنحاء البلاد.  وهي تتضمن مجموعة من قنوات البيع لعملاء التجزئة، بما في ذلك مراكز الاتصال والمبيعات المباشرة والمواقع الإلكترونية والوسطاء والمتاجر الفعلية. تشمل خدمات التوليد بالجملة الخاصة بهم عمليات المصانع والعمليات التجارية وخدمات الطاقة وخدمات التوليد الموزعة وخدمات الطاقة والمشتريات والبناء (EPC).